# Ли-2
Ли-2 (обозначение НАТО: cab — кэб, англ.: такси) — советский поршневой пассажирский и военно-транспортный самолёт средней дальности времён Второй мировой войны, выпускавшийся по лицензии на выпуск Douglas DC-3 от США.
Строился в СССР до 1953 года. 
Широко эксплуатировался в МГА СССР — «Аэрофлотом», в подразделениях МО и МАП СССР. 
В годы Великой Отечественной войны применялся для транспортно-пассажирских перевозок, для полётов за линию фронта к партизанам и диверсионным группам, для выброски парашютных десантов и как дальний ночной бомбардировщик.
Надёжный самолёт был быстро освоен и пользовался популярностью, в том числе поставлялся из СССР на экспорт. 
В СССР Ли-2 был выведен из регулярной пассажирской эксплуатации в середине 1970-х годов.

## История

### Разработка
В 1935 году государственная комиссия под руководством А. Н. Туполева через фирму «Амторг Трейдинг Корпорейшн» закупила в США самолёт Douglas DC-2-152 (регистр. No. 14949, зав. No. 1413).
После всесторонних испытаний, выполненных ЦАГИ, 21 марта 1936 года Советом труда и обороны было принято решение о приобретении лицензии на производство самолёта в СССР. Летом того же года в США прибыла специальная комиссия под руководством начальника ЦАГИ Н. М. Харламова. К покупке был выбран более совершенный самолёт DC-3. 17 июля был подписан договор с компанией Douglas Aircraft Company на сумму 340 000 рублей, сроком на три года. Предметом договора была не только покупка лицензии и готового экземпляра, но и стажировка советских специалистов на заводах фирмы. В рамках этого договора в 1937—1938 годах у фирмы было закуплено ещё 18 самолётов DC-3, которые переправлялись в Союз через две созданные «Амторгом» авиакомпании «Норт Истерн» и «Экселло». Из всей партии в 18 самолётов последний был поставлен в разобранном виде. Также в СССР было поставлено некоторое количество машинокомплектов для сборки самолётов.
С целью освоения производства самолёта, сразу по возвращении из Америки главным конструктором по DC-3 был назначен В. М. Мясищев, а его бригада № 6 Конструкторского отдела сектора опытного самолётостроения (КОСОС) ЦАГИ преобразована в специальное конструкторское бюро (СКБ). Производство самолёта было решено осваивать на мощностях авиаремонтного завода № 84 10-го Главного Управления НКАП СССР в подмосковных Химках.
При подготовке к лицензионному производству была проведена огромная работа по адаптации производства самолёта к реалиям СССР. Были переведены все размеры из дюймовой в принятую в СССР метрическую систему, заново пересчитаны узлы планера по отечественным нормам прочности, внедрён прогрессивный плазово-шаблонный метод, до этого не применявшийся в СССР. В документах завода № 84 самолёт получил обозначение ДС-3 2М-62ИР, так как на нём устанавливались отечественные моторы М-62ИР (лицензионная доработанная копия мотора Wright Cyclone R-1820 F-3).
В самый разгар работ по самолёту главный конструктор СКБ завода № 84 В. Мясищев был арестован сотрудниками НКВД. Ему инкриминировалось участие в «антисоветской организации и вредительской деятельности», факт которого он не признал и был отправлен работать в ЦКБ-29 НКВД — учреждение, созданное в конце 1938 года из числа заключённых авиаконструкторов и авиаинженеров (шарага). Мясищев возглавил бригаду конструкторов под шифром «102», проектирующую дальний высотный бомбардировщик (ДВБ-102). После ареста Мясищева конструкторское бюро завода возглавил А. А. Сеньков.
Осенью 1938 года на заводе был собран, испытан и облётан первый самолёт из американского машинокомплекта. После облёта самолёта заводскими лётчиками его передали в НИИ ГВФ, где с 3 сентября по 17 декабря 1939 года прошли Государственные испытания с положительным заключением.
Серийное производство самолёта из отечественных материалов было развёрнуто ещё до окончания госиспытаний, и к лету 1939 года было изготовлено шесть машин, которые стали называться ПС-84 (пассажирский самолёт завода № 84).
ПС-84 по части конструкции довольно заметно отличался от американского аналога. В частности, у него было заметно проще радио, навигационное и бытовое оборудование, планер был тяжелее, а моторы — слабее. Соответственно, лётные характеристики несколько изменились.

### Производство
В 1940 году производство ПС-84 также было налажено в Казани на заводе № 124 вместо ТБ-7, но после выпуска десяти машин производство свернули. К началу войны в ГВФ было поставлено 72 самолёта ПС-84.
С началом войны на заводе в Химках, помимо постройки ПС-84, ремонтировали повреждённые в боях Ил-2. В конце 1941 года, в самый разгар немецкого наступления на Москву, было принято решение об эвакуации завода подальше от района боевых действий. Уже в декабре 1941 года на 17 эшелонах оборудование и люди были эвакуированы в Ташкент. В январе 1942 года завод был перебазирован и возобновил работу на новом месте.
С сентября 1942 года на заводе стали выпускать чисто военную версию ПС-84, которая получила обозначение «Ли-2» по имени главного инженера завода Б. П. Лисунова, руководившего строительством этого самолёта.
В 1942—1945 годах на ташкентском авиазаводе было произведено 2125 самолётов Ли-2.
С 1946 года началось производство унифицированных вариантов самолёта — пассажирский Ли-2 (вариант № 1) и транспортный Ли-2Т (вариант № 2). Их производство велось как на Ташкентском авиазаводе, так и на авиационном заводе № 126 в Комсомольске-на-Амуре (с 1947 по 1950 год на этом заводе было выпущено 353 самолёта Ли-2). В 1950-х годах ташкентский авиазавод обратился к КБ Антонова с просьбой помочь в доработке самолёта для полётов в горах на большой высоте. Результатом сотрудничества стала модификация Ли-2В (В — высотный).
Производство Ли-2 и его модификаций на Ташкентском заводе было прекращено с 1 апреля 1953 года в пользу нового типа самолётов Ил-14.
| Производитель                | 1939 | 1940 | 1941 | 1942 | 1943 | 1944 | 1945 | 1946 | 1947 | 1948 | 1949 | 1950 | 1951 | 1952 | 1953 | Всего |
| ---------------------------- | ---- | ---- | ---- | ---- | ---- | ---- | ---- | ---- | ---- | ---- | ---- | ---- | ---- | ---- | ---- | ----- |
| № 84 (Химки)                 | 6    | 51   | 237  |      |      |      |      |      |      |      |      |      |      |      |      | 294   |
| № 84 (Ташкент)               |      |      |      | 423  | 618  | 626  | 458  | 163  | 351  | 288  | 301  | 293  | 313  | 312  | 130  | 4276  |
| № 124 (Казань)               |      | 10   |      |      |      |      |      |      |      |      |      |      |      |      |      | 10    |
| № 126 (Комсомольск-на-Амуре) |      |      |      |      |      |      |      |      | 40   | 148  | 157  | 8    |      |      |      | 353   |
| Всего                        | 6    | 61   | 237  | 423  | 618  | 626  | 458  | 163  | 391  | 436  | 458  | 301  | 313  | 312  | 130  | 4933  |

### Военное применение[6]
С началом советско-финской войны из состава Гражданского воздушного флота была сформирована Особая авиагруппа ГВФ, которая занималась транспортными перевозками в интересах армии. В частности, два гражданских ПС-84 использовались в операции снабжения 54-й стрелковой дивизии.
Летом 1940 года в операции по присоединению Бессарабии участвовало 6 самолётов ПС-84. На их экипажи была возложена задача снабжения всем необходимым войск РККА, которые занимали территории, отходившие от Румынии к Советскому Союзу.
С началом войны с Германией гражданская авиация была мобилизована на фронтовые перевозки. 23 июля 1941 года начальник Управления ГВФ Герой Советского Союза В. С. Молоков подписал распоряжение о формировании авиагруппы особого назначения для выполнения заданий Генерального штаба. На вооружение группы поступали линейные самолёты Ли-2.
8 сентября 1941 года в результате немецкого наступления сухопутное сообщение с Ленинградом было прервано. 20 сентября 1941 года ГКО выпустил постановление об организации транспортной воздушной связи между Москвой и Ленинградом. Для перевозок помимо самолётов от ВВС были выделены три эскадрильи Московской авиагруппы, имевшие в своём составе до 30 Ли-2. Рейсы в Ленинград выполнялись до декабря. В город доставляли продовольствие и грузы, обратно вывозили людей: экипажи брали в перегруз до 38 пассажиров. Все вылеты выполняли только в тёмное время суток. Именно тогда самолёты стали перекрашивать из стандартной ливреи «Аэрофлота» и устанавливать на борт импровизированное оборонительное вооружение.
С началом формирования в 1942 году авиации дальнего действия выяснилось, что тяжёлых бомбардировщиков в стране катастрофически не хватает, и выходом в данной ситуации виделось переоборудование Ли-2 в ночной бомбардировщик. Также выяснилась необходимость в присутствии в экипаже штурмана, тогда как гражданские экипажи штурманов на Ли-2 не имели. При переоборудовании в подвижной авиаремонтной мастерской (ПАРМ) или на авиаремонтном заводе устанавливали держатели внешней подвески (максимальной нагрузкой были четыре бомбы типа ФАБ-500) и ночной коллиматорный бомбовый прицел НКПБ-3 снаружи на борту кабины (штурману при прицеливании приходилось высовывать голову наружу). Неудачное расположение прицела в случае полёта со сносом влево осложняло прицельное бомбометание, поэтому постепенно перешли к практике ударов по площадным объектам типа железнодорожных узлов и аэродромов.
Стрелковые точки монтировали в задних окнах грузовой кабины (7,62-мм пулемёты ШКАС, скорострельность 1800 выстрелов в минуту). В заводских условиях самолёт переделывали основательно: ставили турель вверху (12,7-мм универсальный пулемёт Березина), в полу прорезали люк, монтировали самодельные створки, а в грузовом отсеке сооружали конструкцию, на которую устанавливали кассетные бомбодержатели. Но кардинально переделанные Ли-2 уже не могли использоваться в качестве транспортных машин, тогда как самолёт часто использовался по двойному назначению — регулярно перевозили людей, грузы к партизанам, в тыл противника, осуществляли парашютное десантирование и так далее. Самолёты эти хорошо знали и любили в войсках, все без исключения модификации называя «Дуглас».
В апреле 1942 года начала формироваться 1-я авиационная дивизия дальнего действия двухполкового состава. Часть экипажей были переведены из «Аэрофлота». 24 июня 1942 года ночным вылетом по железнодорожной станции г. Цигры, 1-я БАД начала бомбардировки противника.
В августе 1942 года на Ли-2 начали перевооружать полки 62-й и 53-й авиадивизий, до этого летавших на ТБ-3.
Всего в ходе боевых действий на самолётах Ли-2 воевали следующие авиационные части РККА (все относились к 18-й воздушной армии):
- 1-я Гв. АДДД (31-й Гв. АП, 32-й Гв. АП, 334-й АП)
- 12-я АДДД (12-й Гв. АП, 33-й Гв. АП, 338-й АП)
- 21-я Гв. АДДД (49-й Гв. АП, 50-й Гв. АП, 51-й Гв. АП)
- 22-я Гв. АДДД (11-й Гв. АП, 220-й Гв. АП, 339-й АП)
- 53-я АДДД (1-й Гв. АП, 239-й Гв. АП, 336-й АП)
- 54-я АДДД (7-й Гв. АП, 29-й Гв. АП, 340-й АП)

Также на Ли-2 летали авиационные полки ГВФ:
- 10-я гв. ТАД ГВФ (1-й, 2-й, 3-й АП)
- 6-й ОАП ГВФ
- 9-й ОАП ГВФ (69-й ОАП)
- 19-й ОАП ГВФ
- 1-й ОАП ГВФ (частично перевооружён с 1943 года, полностью в 1945 году)

Самолёты Ли-2 участвовали практически во всех операциях ВВС и АДД: бомбардировка, перебазирование авиачастей, доставка боеприпасов и горючего к участкам прорыва, эвакуация раненых, переброска грузов. Также Ли-2 достаточно широко применялись для буксировки десантных планеров типа А-7 и Г-11 на территорию противника. Технология планерных десантов была отработана до такой степени, что один самолёт Ли-2 мог буксировать сразу несколько планеров — это были так называемые «планерные поезда».
С началом войны СССР против Японии самолёты Ли-2 привлекались, помимо транспортировки грузов, к высадке десантов посадочным способом. На них же выполнялось снабжение 6-й Гвардейской танковой армии горючим и грузами на маршруте следования.
С окончанием войны значительная часть самолётов Ли-2 была передана в гражданские структуры.

## Воздушный мост вблокадный Ленинград[7]
В первые дни блокады Ленинграда, до установления ледовой переправы, огромную роль в обеспечении города играла транспортная авиация. Через десять дней с начала блокады, заместитель начальника Главного Управления Гражданского воздушного флота М. Ф. Картушев на приеме у А. А. Жданова изложил план и маршруты полётов в Ленинград. Фактически полёты начались 13 сентября. В постановлении ГКО от 20 сентября 1941 года выделялось сначала 50, а потом 64 самолёта ПС-84, для перевозки военных грузов, причём в обе стороны, весом 100 (а с 1 октября — 150) тонн в сутки. На момент начала блокады самолёты Ли-2, выделенные для воздушного моста, составляли половину парка этих самолётов. Самолёты доработали — сверху на самолёте смонтировали турель с крупнокалиберным пулемётом, а снизу под фюзеляжем — устройство для сброса бомб.
В сентябре 1941 года лётчик Московской авиагруппы А. А. Пантелли пилотировал ПС-84 с грузом продовольствия из Москвы в осаждённый Ленинград. Самолёт был атакован четырьмя вражескими истребителями Ме-109. К тому времени немецкие лётчики привыкли безнаказанно уничтожать беззащитные советские транспортники, но во время первой же атаки нападавших встретил огонь установленного на самолёте пулемёта. Один «Мессершмит» рухнул в воду, другой был подбит и загорелся. Остальные вражеские истребители вышли из боя.
Самолёты Ли-2 участвовали в переброске продовольствия и продуктов в осаждённый город, а обратным рейсом эвакуировали гражданское население, в том числе квалифицированных рабочих, специалистов, учёных и детей. Выполняя два рейса в день, они доставляли в город до 150 тонн продовольствия. С сентября по декабрь 1941 года в Ленинград самолётами, в том числе ПС-84, было доставлено 5 тысяч тонн продовольствия и вывезено 50 тысяч человек. 21 ноября 1941 года в город была доставлена максимальная партия грузов — 214 тонн.
Главным самолётом для пассажирских и грузовых перевозок в блокадный Ленинград стали самолёты ПС-84. Именно этот самолёт установлен в центре открытой экспозиции музея «Дорога жизни».

## Послевоенная эксплуатация и её окончание
В 1940-50-е годы самолёты типа Ли-2 продолжали оставаться основными транспортными и пассажирскими воздушными перевозчиками, как в гражданской, так и в военной авиации СССР. Лишь с появлением Ил-14, ко второй половине 1950-х, их постепенно начали отводить на второй план. Тем не менее, Ли-2 активно продолжали работать в гражданском воздушном флоте и в 1960-е годы. Но число их стало неуклонно сокращаться, в связи с обновлением авиационного парка новыми типами самолётов, например, Ан-24. Также, в 1966 году был прекращен капитальный ремонт Ли-2 на авиаремонтных предприятиях СССР.
По состоянию на 1 января 1972 года самолёты Ли-2 работали в 28 летных отрядах гражданской авиации. Из них пассажирскими перевозками занимались 23 отряда. В это же время начался и постепенный вывод из эксплуатации остававшихся самолётов, проходивший в 1972-75 годах. На 1 января 1976 года пассажирские перевозки на Ли-2 осуществлялись лишь в 1-м Петропавловском авиаотряде и Читинском. Там Ли-2 выполняли в основном местные рейсы. Эксплуатация Ли-2 была закончена в этих отрядах 30 декабря 1976 года. Однако, в структурах МО, МАП, МОМ и прочих, эти самолёты, в качестве транспортных и специальных, эксплуатировались по меньшей мере вплоть до конца 1970-х годов.  В КНР, где был освоен ремонт и производство запчастей, самолёты такого типа эксплуатировались до 1986 года.

## Конструкция
(при написании раздела использована информация из книги: «Ли-2. Техническое описание». Государственное издательство оборонной промышленности. Москва, ОБОРОНГИЗ, 1951 год. Издание второе.)

### Назначение
Самолёт Ли-2 — это транспортно-пассажирская машина классической компоновки, предназначенная для транспортировки по воздуху груза и/или пассажиров с максимальной загрузкой 2800 кг на расстояние до 1100 км. Самолёт производился в двух основных вариантах:
- Вариант № 1 — грузопассажирский, на 14 посадочных мест, с гардеробным отделением и туалетной кабиной в задней части, системой централизованного отопления и вентиляции.
- Вариант № 2 — грузовой, без пассажирских кресел, с большой грузовой дверью по левому борту для крупногабаритных грузов.

Лётный экипаж самолёта в обоих вариантах — четыре человека: два лётчика, радист и бортмеханик. На пассажирском варианте в составе экипажа мог быть официант.

### Общие особенности конструкции
Цельнометаллический моноплан и низкоплан с  традиционным оперением, двухстоечным убираемым шасси с хвостовым колесом. На самолёте установлены два звездообразных мотора воздушного охлаждения АШ-62ИР. Самолёт оборудован приборами для слепого полёта и радиосредствами навигации.

### Основные лётные данные
- Максимальная скорость у земли в горизонтальном полёте при G=10700 кг — 300 км/час
- Максимальная скорость в горизонтальном полёте на высоте 5000 м при G=10700 кг — 290 км/ч
- Максимальная скорость в горизонтальном полёте на высоте 1760 м при G=10700 кг — 320 км/ч
- Практический потолок — 5600 м
- Максимальный крен — ±30 °.
- Скороподъёмность
  - у земли — 3,8 м/с
  - максимальная (на высоте 1600 м) — 4,4 м/с
- Перегоночная дальность с полной заправкой без груза на высоте эшелона 3000 м — 2500 км
- Длина разбега с бетонной ВПП и с полным взлётным весом — 400 м
- Скорость отрыва — 135 км/ч
- Посадочная скорость с полным весом 10700 кг — 108 км/ч
- Длина пробега — 390 м

### Весовые, загрузочные и центровочные характеристики
Максимальный взлётный вес самолёта при любых условиях не должен превышать 10700 кг. Вес пустого самолёта в пассажирском варианте — 7675 кг. Вес пустого грузового самолёта — 7450 кг. Нормальный перевозимый коммерческий груз — 1500 кг. Диапазон эксплуатационных центровок — 14-26 % САХ. При перегонке пустого самолёта в задней части фюзеляжа (в заднем багажнике) следовало закрепить груз массой 200 кг.

### Планер самолёта
Конструктивно состоит из собственно фюзеляжа, крыла, мотогондол и хвостового оперения. Основной конструкционный материал — дуралюмин марки Д16Т, также отдельные узлы изготовлены из сплавов АЛ7, АЛ9, АК6, стали марок 30ХГСА, 20 и 25, жаропрочной стали ЭЯ1Т.
Фюзеляж негерметичный, без системы наддува. Система отопления обеспечивает температуру в пассажирском салоне в районе +12÷15°, при температуре за бортом минус 30°.

### Фюзеляж
Представляет собой единый агрегат без технологических разъёмов, собираемый на стапеле. Состоит из каркаса и обшивки. Каркас фюзеляжа включает поперечный набор из 50 шпангоутов и продольный набор из стрингеров. Силовые шпангоуты № 15, 17, 19, 21 предназначены для крепления крыла к фюзеляжу.
Обшивка планера состоит из кроя дюралевых листов переменной кривизны, собираемых внахлёст на шпангоутах и стрингерах заклёпками 3,5 мм. Для обеспечения доступа к агрегатам в обшивке имеются эксплуатационные лючки, закрываемые замками типа ДЗУС.
Каркас пола кабины состоит из дюралевых продольных и поперечных балок. На пассажирском варианте каркас пола накрыт деревянными панелями, на грузовом варианте пол выполнен из листов гофрированного дюраля.

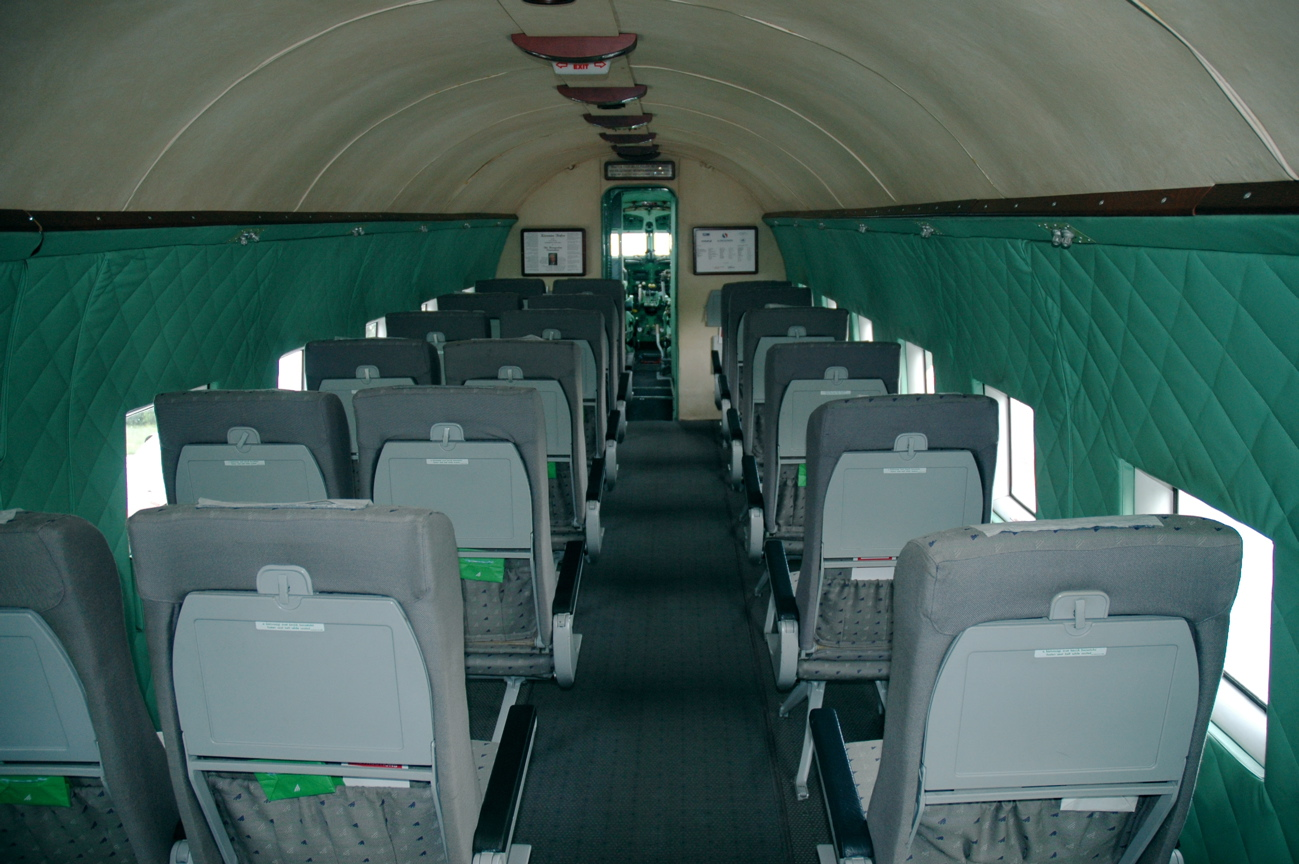
Салон Ли-2 с современными сиденьями

Внутренний объём фюзеляжа разделён лёгкими поперечными перегородками, разделяющими конструкцию на отсеки, установленными на шп. № 7, 10, 12, 35 (последняя установлена только на пассажирских самолётах, отделяет задний багажник от пассажирской кабины).
В фюзеляже имеется по семь боковых прямоугольных пассажирских окон с каждого борта, также между шпангоутами № 7 и № 8 сделано окно рабочего места борттехника (справа за лётчиками), между шпангоутами № 8 и № 9 — окно рабочего места радиста (слева за лётчиками). На правом борту имеется главная входная дверь, по левому борту (шп. № 7-8) имеется передняя загрузочная дверь, между шп. № 37-40 расположен люк заднего багажного отделения. На грузовых вариантах самолёта по левому борту установлена дополнительная широкая грузовая дверь с запасной дверью, открывающейся вовнутрь. Все вырезы под двери и люки усилены рамами и профилями.
Внутри пассажирской кабины самолёта варианта № 1 для пассажиров имеются два продольных ряда мягких кресел (по 7 в каждом ряду) с регулируемыми по углу наклона спинками сидений. В грузовой кабине самолёта варианта № 2 для перевозки пассажиров используются откидные от борта жёсткие дюралевые сиденья (лавки). Пассажирская кабина тепло-звукоизолирована материалом АТИМХ-10 и обтянута полотном АМ-100, покрытым аэролаком. На грузовом варианте самолёта кабина не имеет внутренней тепло-звукоизоляции. В грузовой кабине имеются швартовочные приспособления для крепления груза.
Фонарь кабины пилотов включает раму с четырьмя лобовыми стёклами из триплекса и двух боковых сдвижных форточек из плексигласа. В верхней части кабины лётчиков (на потолке) имеется эксплуатационный/аварийный люк для выхода на фюзеляж (приблизительно также сделано вертолётах типа Ми-8 и др.)
Кабина экипажа обклеена тепло-звукоизолирующим материалом АТИМХ-10 и обтянута стёганым покрывалом из войлока и шинельного сукна, покрытого ледерином зелёного цвета.
Задняя часть фюзеляжа заканчивается съёмным хвостовым обтекателем, собранный на раме из двух шпангоутов и стрингеров. В торце обтекателя имеется съёмный лючок.
Бортовой туалет на пассажирском варианте расположен в задней части фюзеляжа. В туалетной комнате установлен умывальник и унитаз. Вода в умывальник и унитаз поступает самотёком. Отходы из умывальника в полёте сливаются за борт самолёта через вытяжную трубу, для унитаза имеется ёмкость-накопитель.
Общая длина фюзеляжа с носовым и хвостовым обтекателем составляет 19 647±40 мм, максимальная ширина — 2470,2 мм, максимальная высота — 2688,4 мм.

### Крыло
Состоит из центроплана и двух технологически отъёмных консолей. В центроплане размещены четыре бензобака, в передней части центроплана по бокам установлены две мотогондолы с моторами и механизмом основного шасси. Каркас мотогондол конструктивно рассчитан на выполнение аварийной посадки без выпуска шасси.
Отъёмные части крыла (консоли) состоят из передней части, хвостовой части и концевого обтекателя. Силовой набор включает три лонжерона, 25 сквозных и 16 укороченных стрингеров и 19 штампованных нервюр. На каждой ОЧК имеется по элерону, каркас которого обтянут полотном АМ-100. На правом элероне имеется триммер.
На крыле установлены разрезные с гидроприводом взлётно-посадочные щитки, состоящие из четырёх секций, две из которых под центропланом и две — под ОЧК. Гидроцилиндр привода щитков расположен в центроплане, и при работе он передаёт усилие посредством стальных тяг на щитки. Взлётное положение щитков — 10°, посадочное — 45°. В системе щитков установлен редукционный клапан, препятствующий их выпуску на скорости полёта более 180 км/ч.

### Хвостовое оперение
Свободнонесущее, однокилевое. Киль и стабилизатор съёмные, крепление осуществляется через винтовые соединения. Каркас и обшивка из дуралюмина Д16Т, обшивка руля высоты и руля поворота из полотна АМ-100. Все рули имеют триммеры.

### Управление самолётом
Система управления сдвоенная, на два рабочих места. Усилия от штурвала и педалей на рули передаются с помощью тросовой проводки, также тросовое управление применяется триммерами. Полное отклонение руля высоты — 20° на пикирование и 30° на кабрирование. Отклонение элеронов — вверх на 27°, вниз — на 18°. Полное отклонение руля поворота ±30°.

### Шасси
Две основные стойки шасси, убираемые в полёте в мотогондолы двигателей от гидросистемы. Имеют по два гидро-пневматических амортизатора с начальным давлением зарядки воздухом 11 кг/см^2. Полный ход штока амортизатора 254 мм. Рабочая жидкость амортизатора — спиртоглицериновая смесь, в объёме 2,5 литра.
На каждой основной стойке смонтировано по тормозному колесу 1200×450 мм. Пневматики включают покрышку с грунтовым протектором и камеру. Давление зарядки пневматиков воздухом — 3,0-3,2 кг/см3. Каждое колесо имеет гидравлический тормоз барабанного типа с двумя колодками и отдельную систему затормаживания колёс после взлёта. Управление тормозами осуществляется от педалей путевого управления.
Хвостовая опора со свободноориентирующимся колесом, убирающееся в полёте в хвостовую часть фюзеляжа. Имеет амортизатор и нетормозное колесо 600×250 мм.

### Гидросистема
Служит для привода посадочных щитков, уборки и выпуска шасси, торможения колёс шасси и работы агрегаты автопилота (гидравлические рулевые машинки).
На самолётах Ли-2 различных серий выпуска монтировались две разные гидросистемы с рабочим давлением 56±3 кг/см². Гидросистема нераздельного питания была на самолётах с 1-й по 47-ю серию и с 200-й по дальнейшие. Гидросистема раздельного питания стояла на самолётах с 48-й по 199-ю серии.
Их основное отличие в том, что в гидросистеме раздельного питания установлено два гидробака, каждый на свой гидронасос, и в этой гидросистеме могла использоваться спирто-глицериновая смесь.
Гидросистема нераздельного питания имеет два гидронасоса МШ-3А на моторах с общим гидробаком и работает на масле МВП.
Общий объём гидравлический жидкости в гидросистеме — 23 литра.

### Винтомоторная группа

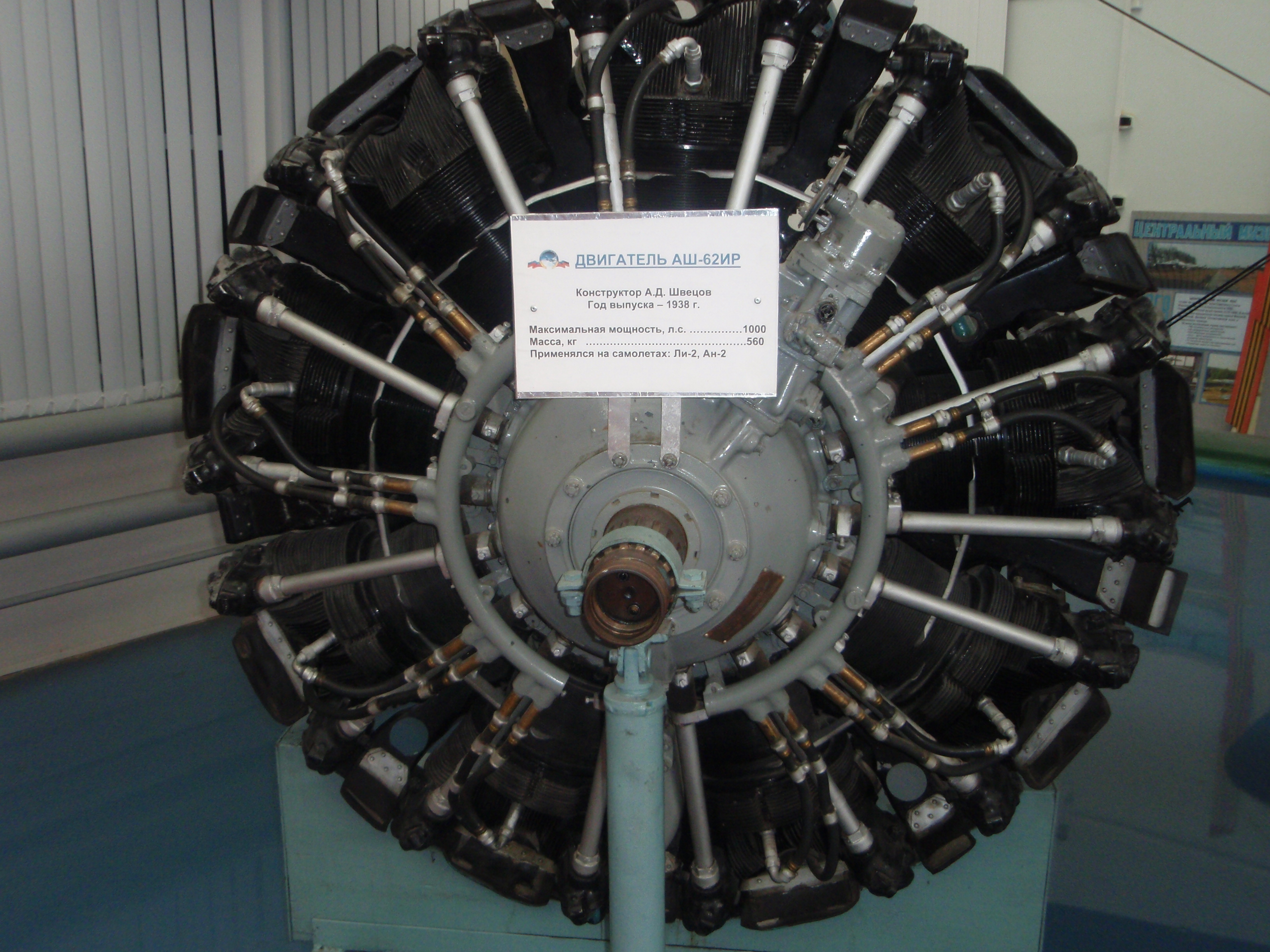
Авиационный мотор АШ-62ИР (М-62), использовавшийся на Ли-2

На самолёте Ли-2 установлено два мотора АШ-62ИР с воздушными винтами АВ-7Н-161. Двигатели закрыты капотами.
Характеристики мотора АШ-62ИР:
- тип — однорядный звездообразный карбюраторный поршневой двигатель воздушного охлаждения с центробежным нагнетателем, электроискровым зажиганием и раскруткой от инерционного электростартера.
- число цилиндров — 9
- рабочий объём мотора — 29,87 литра
- передача крутящего момента на винт — планетарная, со степенью редукции 11:16
- мощность мотора на взлётном режиме на земле при оборотах коленвала 2200 об/мин — 1000 л. с. (не более пяти мин.)
- мощность мотора на номинальном режиме на земле при оборотах коленвала 2100 об/мин — 820 л. с.
- мощность мотора на номинальном режиме на высоте 1500 м при оборотах коленвала 2100 об/мин — 840 л. с.
- обороты малого газа — 500 об/мин
- топливо — этилированный бензин Б-92
- масло в маслосистеме мотора — всесезонно (МК, МС) МК-22, МС-20, МС-24; зимой (МЗС, МК, МС) МК-22, МС-20, МС-14; (всего по 90 литров на каждый мотор)
- сухой вес мотора, кг — 560±2 %

Мотор крепится на мотораме, представляющую собой пространственную ферму. Моторама крепится на четырёх амортизационных узлах к мотогондоле. Моторная установка закрыта капотом, конструктивно состоящем из внешнего капота (кольцо NACA) и внутреннего капота, закрывающего заднюю часть мотора и оборудование моторной установки. На самолётах после 322-й серии на каждом моторе смонтирована противопожарная система, баллон с углекислотой применён общий на два мотора.
Воздушный винт АВ-7Н-161 трёхлопастной, изменяемого шага, с гидравлическим флюгированием. На самолётах до 284-й серии устанавливались винты ВИШ-21 без системы флюгирования.

### Топливная система
Состоит из 4 бензобаков, размещённых в центроплане крыла, общей ёмкостью 3110 литров. Бензобаки клёпанной конструкции из материала АМц, установлены попарно (передние и задние баки). При полной загрузке самолёта задние топливные баки не заправляются.

### Спецоборудование
Бортовая сеть самолёта питается от генераторов постоянного тока на напряжение 27,5 вольт. На самолётах до 274-й серии устанавливались генераторы ГС-1000, с 274-й серии установлены генераторы ГСК-1500. Генераторы ГС-1000 с принудительным воздушным охлаждением от набегающего потока, генераторы ГСК-1500 могли быть на отдельных сериях самолёта без продува.
Вся электрическая сеть выполнена медными экранированными проводами. На самолётах до 300-й серии проводка была двухпроводная, начиная с 300-й серии и далее — однопроводная, с минусом на массе. Бортовые аккумуляторы свинцовые кислотные, типа 12А-30, на 24 вольта (на самолёте устанавливалось две батареи). Для наземных отработок оборудования возможно подключение внешнего наземного источника электроэнергии.
В процессе производства на самолёты Ли-2 постоянно вносилось множество непринципиальных изменений по электросети. К каждому построенному самолёту прикладывался персональный альбом электрических схем и соединений.
Посадочные фары и аэронавигационные огни. Для полётов в тёмное время суток на самолёте в передней кромке крыла установлены две жёстко закреплённые посадочные фары ФС-240, каждая мощностью по 340 вт. На самолёте установлены парные аэронавигационные огни АБ-42 (верхние и нижние) и хвостовой огонь ХС-39.
Освещение приборных досок выполнялось лампами ультрафиолетового облучения и видимого света. Приборные доски и панели — чёрного матового цвета. Все надписи на приборных досках выполнены светомассой временного действия. Отдельные приборы имеют индивидуальное встроенное освещение. Освещение кабины радиста, переднего багажного отсека и пассажирской (грузовой) кабины выполнено плафонами П-33 или П-39 мощностью по 10 вт. Освещение заднего багажного отсека, хвостового отсека и туалетной комнаты (при наличии) плафонами П-33 (П-39).
Приборное оборудование включает (на разных сериях комплектация отличается):
- Аэронавигационные приборы (вариометр ВР-10, высотомер ВД-12, указатель скорости УС-350, авиагоризонт АГ-1 или АГП-2, компас магнитный КИ-11, указатель поворота УП-2, дистанционный компас ПДК-45)
- Приборы, работающие в комплекте с радиоаппаратурой (индикатор курса РПКО или его модификации, отметчик радиокомпаса, указатель курса лётчика, указатель курса штурмана, указатель радиовысотомера)
- Приборы контроля работы винтомоторной группы (электрический тахометр ТЭ-22 или ТЭ-44 или ТЭ-45, термометр масла ТМЭ-41 или ТМЭ-45 или ТУЭ-48, термометр воздуха в карбюраторе ТКЭ-45 или ТУЭ-48, мановакуумметр МВ-16, манометр масла ЭДМУ-15Ш, манометр бензина ЭДМУ-1, бензиномер БЭ-106 или БЭС-107, газоанализатор ГЭА-50)
- Вспомогательные приборы (указатель положения закрылков УЗ-40 или УЗП-47, термометр воздуха в противообледенителях крыла ТЦТ-5 или ТЦТ-9, термометр наружного воздуха ТВЭ-41 или ТВЭ-45 или ТУЭ-48, часы АЧХО, двухстрелочный индикатор давления масла и воздуха из к-та АП

Гироскопические приборы на самолёте работают от разрежения, создаваемого вакуумнасосами на моторах.
На самолёте Ли-2 может быть установлен пневматический автопилот одного из типов: АП-42, АП-42А, АП-45. Автопилот позволяет стабилизировать самолёт в полёте при брошенном управлении, а также выполнять автоматически подъём, планирование, плоский разворот и вираж. Силовая часть автопилота состоит из трёх гидравлических рулевых машинок, объединённых в одном блоке.

### Радиооборудование
Комплектация самолёта радиооборудованием зависит от серий выпуска.
Так, например, на самолётах с 1-й по 231-ю серию были установлены только связная радиостанция РСБ-3бис и радиополукомпас РПК-2 (РПК-2О). На самолётах с 232-й по 237-ю серии радиополукомпас РПК-2 был заменён на РПКО-2(А). На самолётах с 238-й по 256-ю серии радиостанция была заменена на РСБ-3бисА. С 257-й по 264-ю серии радиополукомпас заменили на РПКО-2Б (РПК-2М). На 265-й серии и до 279-й серии стали устанавливать радиостанцию РСБ-3бисАД. Самолёты с 280-й и по 297-ю серии получили дополнительно командную радиостанцию РСИ-6. 298-я — 299-я серия стали оборудоваться радиовысотомером. С 299-й серия по 327-ю самолёты получили маркерный радиоприёмник и радиокомпас, были изъят радиополукомпас РПКО-2Б. Начиная с 328-й серии с самолётов убрали радиостанцию РСБ-3бисАД, при этом общий вес радиооборудования на борту самолёта составлял 127,02 кг.
Заводская комплектация радиостанции РСБ-3бис(А, АД):
- Радиопередатчик РСБ-3бис(А, АД)
- Умформер РУК-300А
- Приёмник УС-1
- Умформер РУ-11А(М)
- Пульт управления
- Амперметр антенны и вольтметр накала
- Соединительные кабели
- Шлемофон
- ЗИП

Радиостанция позволяет осуществлять связь в телефонном или телеграфном режиме с наземными радиостанциями или с другими самолётами.

## Лётно-технические характеристики

Ли-2

| Ли-2 (пассажирский):                                              |              |
| Параметр                                                          | Показатель   |
| Длина, м                                                          | 19,64        |
| Размах крыла, м                                                   | 28,81        |
| Высота хвоста, м                                                  | 5,16         |
| Площадь крыла, м²                                                 | 91,7         |
| Двигатели                                                         | два М-62ИР   |
| Мощность взлётная                                                 | 2×1000 л. с. |
| Макс. скорость, км/ч                                              | 320          |
| Крейсерская скорость, км/ч                                        | 290          |
| Максимальная дальность полёта пустого самолёта (перегоночная), км | 2500         |
| Потолок, м                                                        | 5600         |
| Взлётный вес, кг                                                  | 7675         |
| Макс. взлётный вес, кг                                            | 10700        |

## Модификации
| Советский Союз   | |
| ПС-84            | Основным вариантом самолёта был пассажирский ПС-84 (Ли-2П) (Пассажирский самолёт) с 14—28 сидячими местами. Отличия от DC-3: уменьшенный размах крыла, меньшая масса без груза, боковая дверь на правой стороне и менее мощные двигатели. |
| ПС-84К           | Транспортно-десантный вариант. Опытный образец был разработан в июне 1939 г. по заказу ВВС и переделан из серийного пассажирского самолёта. Кресла были сняты, пол салона усилен, по оси фюзеляжа установлены съёмные лавки для 26 десантников. Груз размещали в отсеке (лавки снимали) и на внешней подвеске. В левом борту был выполнен широкий люк с открывавшейся вверх крышкой и подъёмным краном. Максимальная нагрузка составляла 2400 кг. Серийно не строился. |
| ПС-84И           | Санитарная модификация. В варианте санитарного в салоне в три яруса помещались носилки, всего самолёт брал 18 носилок, три сидячих раненых и санитара. До начала серийного выпуска в санитарный вариант было переоборудовано около десяти американских DC-3. Вооружение не устанавливалось. |
| Ли-2             | Военный транспортный самолёт с дополнительным оружием для защиты (название с 17 сентября 1942). |
| Ли-2НБ           | Ночной бомбардировщик. Переделка базового Ли-2. |
| Ли-2 2М-88       | Небольшая серия, выпущенная в 1943 году, отличавшаяся лишь типом двигателей, мощностью по 1100 л. с. и вооружением, один турельный пулемёт ШКАС, который впоследствии заменили на УБТ. Мог перевозить 25 солдат. Развивал скорость до 350 км/ч. |
| Ли-2 «Салон»     | Штабной вариант. Было переоборудовано около 10 пассажирских самолётов. |
| Ли-2Д            | Версия ЛИ-2 для сброса парашютистов (1942), один 12,7-мм (иногда 7,62-мм или спаренный) оборонительный пулемёт в верхней части фюзеляжа. |
| Ли-2ВВ           | Бомбардировочная версия (Военный Вариант) Ли-2 (1942), 4 × ФАБ-250 (1 т) или 2 × ФАБ-500+2хФАБ-250 (1,5 т) или с перегрузом — 4 × ФАБ-500 (2 т), один оборонительный 12,7-мм пулемёт УБТ в верхней части фюзеляжа и два 7,62-мм оборонительных пулемёта в задних боковых частях фюзеляжа. |
| Ли-2В            | Версия самолёта для наблюдения погоды, для больших высот (1956), с двигателями АШ-62ИР, снабжёнными турбокомпрессорами ТК-19 и винтами АВ-7НЕ-161. |
| Ли-2П            | Послевоенная пассажирская модификация (1945). В салоне устанавливалось от 15 до 24 пассажирских кресел, имелся туалет и багажный отсек. Главная дверь стала открываться наружу, как у довоенных ПС-84. |
| Ли-2Т            | Послевоенная транспортная модификация (1945). Также на базе Ли-2Т было собрано несколько штабных самолётов со столом для совещаний и креслами вокруг него. |
| Ли-2УШ           | Учебно-штурманский вариант. Под центропланом самолёта устанавливались балки с бомбодержателями от По-2. |
| Ли-2ВП           | Ночной бомбардировщик. |
| Ли-2Р            | Самолёт для обучения операторов авиационных РЛС. К работе по этому проекту ОКБ-30 приступило в 1948 году. |
| Ли-2МТ           | Минный тральщик с более мощным дополнительным мотором М-105. |
| Ли-2Ф            | Самолёт-аэрофотосъемщик. |
| Ли-2РТ           | Самолёт-ретранслятор телевизионных передач. |
| Ли-2ПР           | Промысловые разведчики, которые использовались для наблюдения за ледовой обстановкой и скоплениями морских животных, обнаружения косяков промысловых рыб и наводки на них рыболовецких судов. |
| Ли-2ЛП (Ли-2ППЛ) | Самолёт для противопожарного патрулирования лесов. |
| Ли-2СХ           | Сельскохозяйственный самолёт. |
| Ли-2СИП          | Самолётные измерительные пункты (СИП). Первый из них создали на базе Ли-2, для чего машину оснастили всей радиотехнической составляющей межконтинентальной баллистической ракеты Р-7. |
| Ли-2ЛЛ           | Самолёты использовались в качестве летающих лабораторий различными организациями, занимавшимися разработкой радиоэлектронной аппаратуры. |
| Ли-2 «Метео»     | Метеолаборатория. |
| Ли-4 (П-82)      | Модификация с моторами М-82ФН (АШ-82ФН). |
| Югославия        | |
| Li-3             | Ли-2 с оригинальными двигателями DC-3 типа Pratt & Whitney R-1830. |
| Польша           | |
| Li-2T(sb)        | Учебные бомбардировщики на базе Ли-2. |

## Операторы

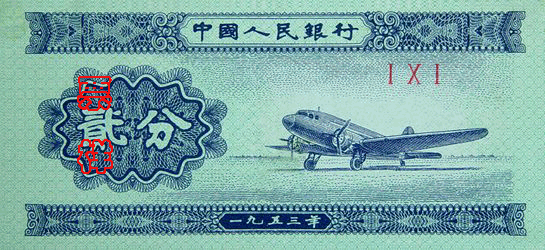
Ли-2 на китайской банкноте

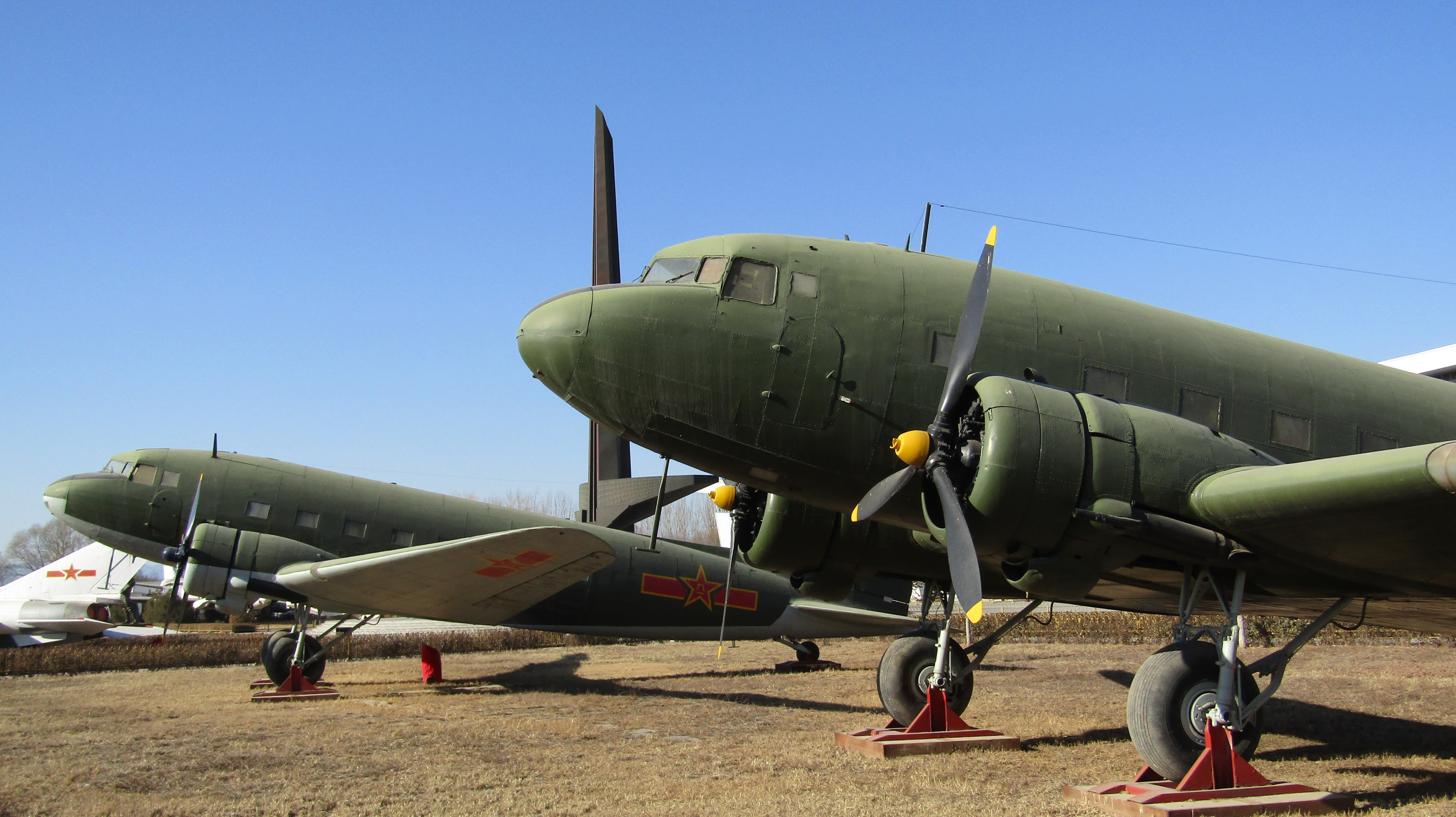
Ли-2 в музее китайской авиации

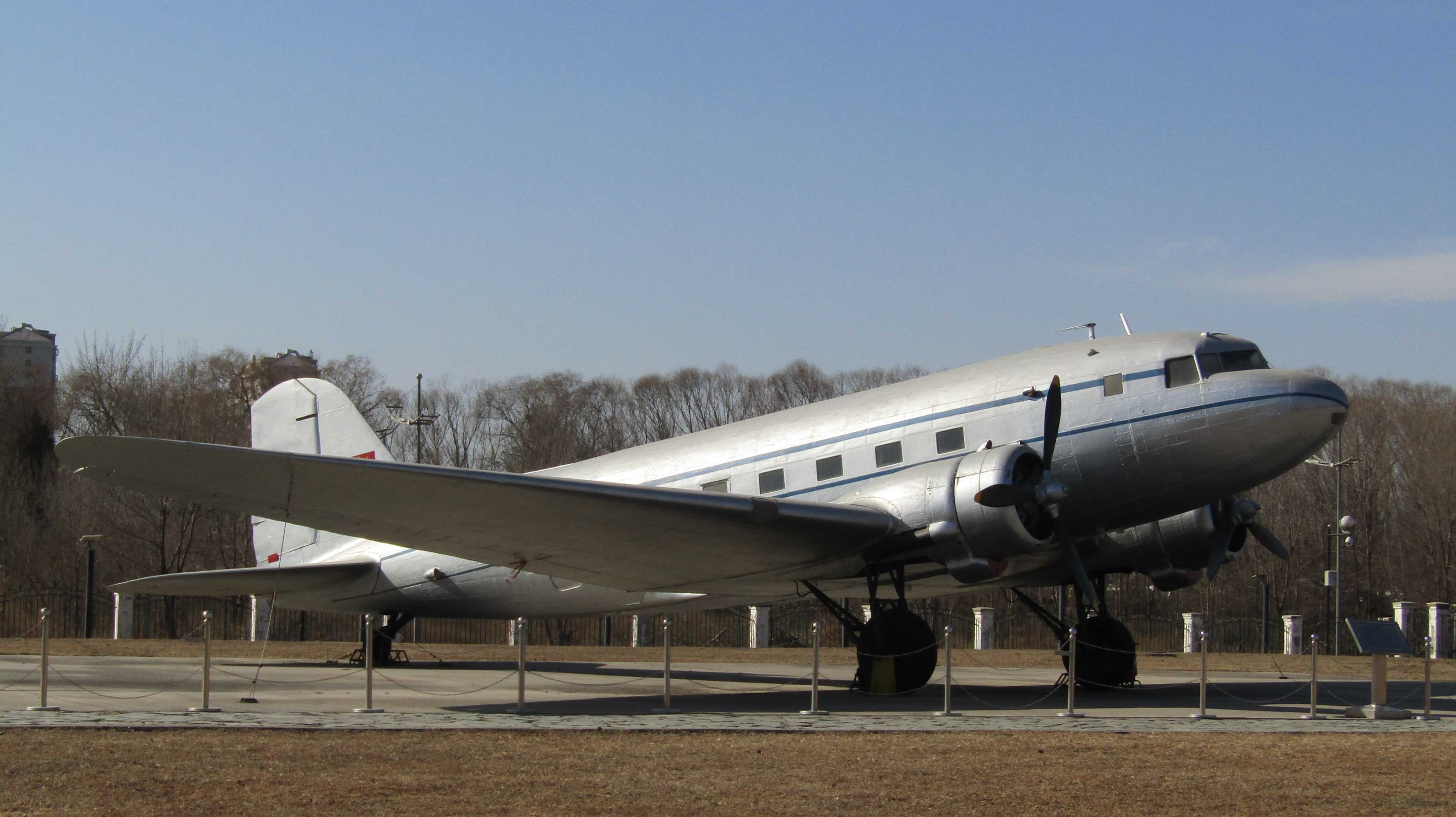
Ли-2 в Пекинском музее гражданской авиации

Ли-2 в Монино

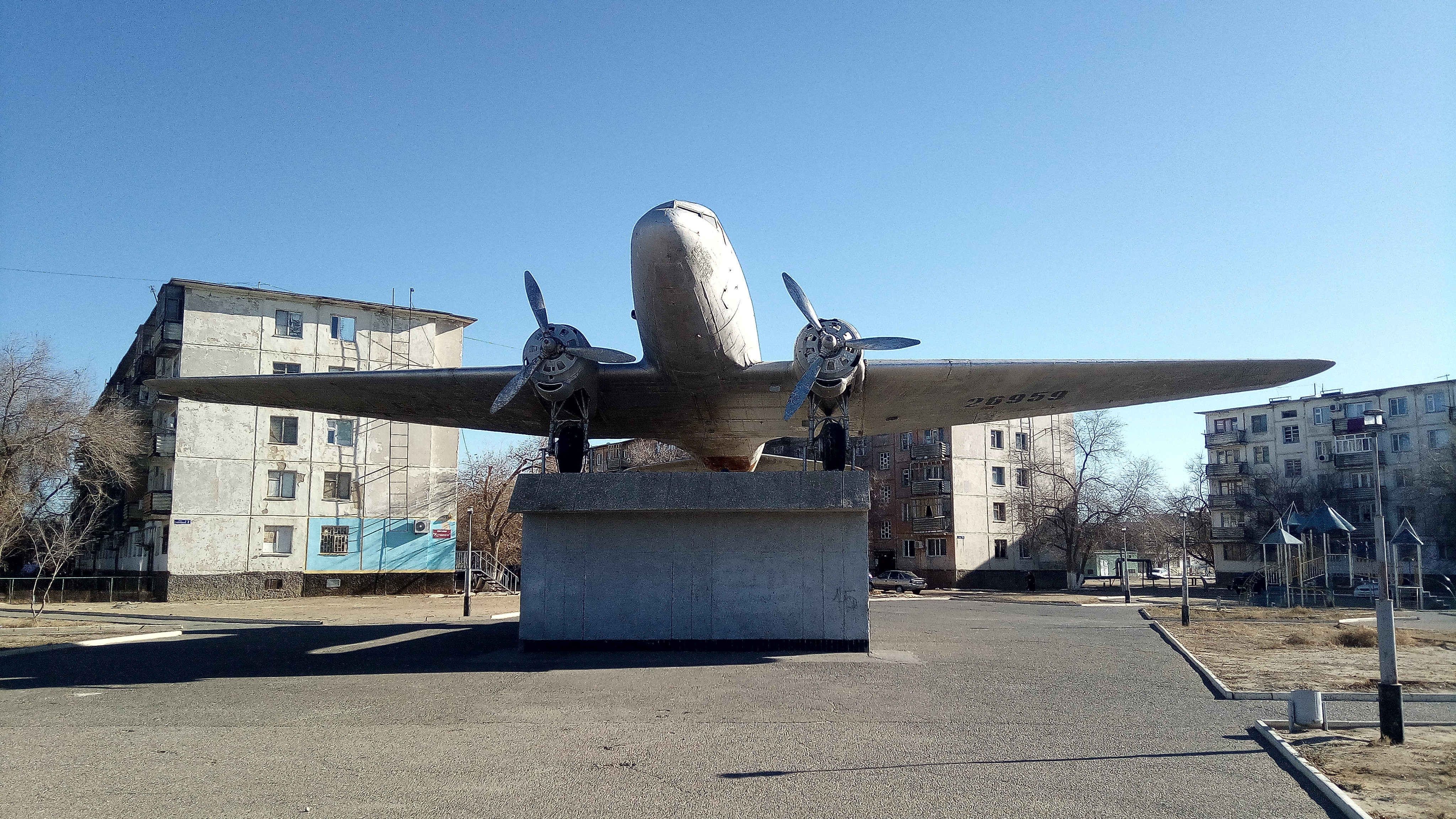
Ли-2 в городе Байконуре

### Военные
БолгарияВВС Болгарии
 ЧехословакияВВС Чехословакии
 КитайВВС КНР
 ВенгрияВВС Венгрии
 Лаос
- Королевские ВВС Лаоса
- ВВС Патет Лао (1962—1975)

 Мадагаскар
 МонголияВВС Монгольской народной армии
 КНДРВВС КНДР
 Демократическая Республика ВьетнамВВС Вьетнама
 ПольшаВВС Войска Польского (после 1947 года Воздушные силы Польши)
 РумынияВВС Румынии
 СССРВВС СССР
- 12-я военно-транспортная авиационная дивизия, с 1943 года
- другие части

 СирияВВС Сирии
 ЮгославияВВС Югославии
- 1-й транспортный авиаполк (1945—1948);
- 119-й транспортный авиаполк (1948—1959, Ли-3 1970)

### Гражданские
БолгарияТАБСО
 КитайCAAC
- СКОГА

 ЧехословакияCSA
- Правительство Чехословакии

 СербияJUSTA
 Венгрия
- Maszovlet
- Malév

 КНДРСОКАО
 ПольшаLOT
 РумынияTAROM
 СССРАэрофлот
- ГУГВФ
- ГУСМП

 ВьетнамVietnam Airlines

## Происшествия
По данным портала Aviation Safety Network, по состоянию на 8 мая 2020 года были потеряны 223 самолёта Ли-2 различных модификаций. В этих происшествиях погибли 1128 человек. Самолёт пытались угнать 5 раз, при этом погибли 2 человека.